# Vatroslav Jagić

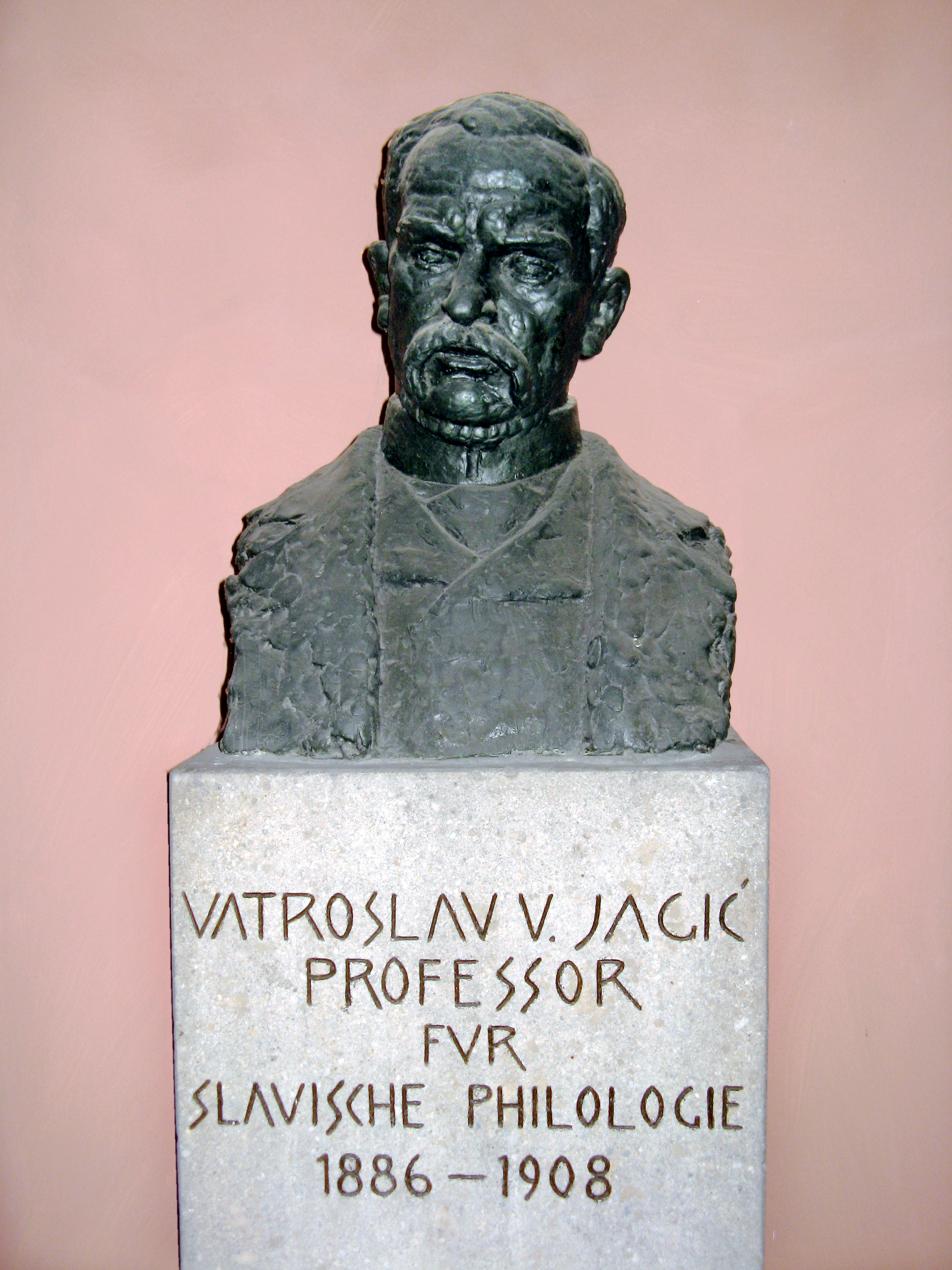
Ivan Mestrovic: Büste von Vatroslav Jagić, 1954 (Universität Wien)

Vatroslav Jagić, ab 1908 Vatroslav Ritter von Jagić, (* 6. Juli 1838 in Varaždin, Kaisertum Österreich; † 5. August 1923 in Wien, Republik Österreich) war ein kroatischer Sprachwissenschaftler. Er gilt als einer der bedeutendsten Slawisten der zweiten Hälfte des 19. Jahrhunderts und als einer der letzten, die das Fach noch in seiner ganzen Breite überschauen konnten.

## Leben
Jagić besuchte in seiner Heimatstadt Varaždin die Grundschule und die ersten Klassen des Gymnasiums, das Abitur legte er in Zagreb ab. In Wien studierte er darauf klassische Philologie und – bei Franc Miklošič – Slawistik. Nach seinem Studium hatte er von 1860 bis 1870 eine Stelle als Gymnasiallehrer in Zagreb inne und war eine Zeit lang als zweiter Sekretär der Jugoslawischen Akademie der Wissenschaften und Künste tätig. Während dieser Zeit, im Jahre 1869, wurde Jagić zum ordentlichen Mitglied der jugoslawischen und zum außerordentlichen Mitglied der Petersburger Akademie der Wissenschaften gewählt.
Nach seiner Promotion 1871 begab er sich zu sprachwissenschaftlichen Studien auf Reisen nach Deutschland und Russland. 1872 übernahm er den Lehrstuhl für vergleichende Sprachforschung an der Universität Odessa, den er 1874 mit der Professur für slawische Sprachen an der Berliner Universität vertauschte. Im Jahre 1880 folgte er einem Ruf an die Universität Sankt Petersburg; nach 1886 wurde er Nachfolger seines Lehrers Franc Miklošič Professor der slawischen Philologie an der Slawistik der Universität Wien. Eine Zeitlang war Ossyp Makowej sein Mitarbeiter.
Vatroslav Jagić verstarb an der von seinem Sohn Nikolaus Jagić (1875–1956) geleiteten Abteilung für interne Medizin des Sophienspitals.
1936 benannte man die Jagicgasse in Wien-Hietzing ihm zu Ehren. 1954 wurde seine Porträtbüste von Ivan Meštrović im Arkadenhof der Wiener Universität enthüllt.

## Leistungen
Jagić veröffentlichte zahlreiche Arbeiten zu verschiedenen Gebieten der slawischen Philologie, u. a. zur kroatischen Sprachgeschichte.
Auch war er wissenschaftsgeschichtlich tätig und gab den Briefwechsel zwischen Jernej Kopitar und Josef Dobrovský heraus. Deutsch schrieb er: „Das Leben der Wurzel dê in den slawischen Sprachen“ (Leipz. 1870).
Jagić gründete 1871 in Berlin die Fachzeitschrift Archiv für slavische Philologie, zu welcher er 45 Jahre als Redakteur Beiträge lieferte. Als zentrale monographische Darstellungen sind seine Entstehungsgeschichte der kirchenslavischen Sprache (1900) und die Istorija slavjanskoj filologii (Geschichte der slawischen Philologie, 1910) zu nennen.
Auch im Bereich der Textedition leistete Jagić wertvolle Beiträge. So sind seine Editionen altkirchenslawischer Evangelienhandschriften wie die des Codex Zographensis oder des Codex Marianus trotz ihres Alters von mehr als hundert Jahren bis heute maßgeblich.